# Илона Захариева
Илона Веселинова Захариева е българска художничка.

## Биография
Родена на 22 февруари 1950 година в Кюстендил. През 1977 година завършва магистратура по резба в Националната художествена академия при доцент Борис Зографов и професор Асен Василев.
Изявява се в областта на декоративно-монументалните изкуства, графиката и живописта. Реализира няколко декоративно-монументални обекта с резба:
- 1979 г. – ритуална зала в Рилския манастир,
- 1984 – 87 г. – зали за бракосъчетание и именуване в Кюстендил,
- 1989 г. – ритуална зала в Бобов дол.

От 1977 до 2002 година работи като уредник в Окръжния исторически музей в Кюстендил. От 2003 до 2011 година е директор на художествената галерия „Владимир Димитров – Майстора“ в родния си град. Автор е на осем самостоятелни изложби в България и чужбина.

### Значими изяви
- 1990 – 91 г. – две изложби – художествена мебел, резба и живопис, съвместно с Мартин Захариев – Мефо в Ландщул, Германия,
- 1996 – изложба живопис в галерия „Стълбата“, София,
- 2002 – концептуална изложба „Видеография“, съвместно с Петър Китанов в „Ата център за съвременно изкуство“, София,
- 2003 – участие в Международна арт колония, Нюрнберг, Германия,
- 2011 – изложба живопис в галерия „Форум“, Хасково,
- 2016 – изложба „Срещи“, резба и живопис в художествена галерия „Владимир Димитров – Майстора“, Кюстендил,[1]
- 2016 – групова изложба „Кристо на светло“ в художествена галерия „Владимир Димитров – Майстора“, Кюстендил.

Нейни творби притежават Софийската градска художествена галерия, както и галериите в Хасково, Плевен, Русе и Добрич. Автор е на книгите „Щрихи към кюстендилската изобразителна школа“ – сборник със статии, и „Необозрими мигове“ – поезия и фотография.